# Wasquehal
Wasquehal (Nederlands: Waskenhal) is een gemeente in het Franse Noorderdepartement (Frans: département du Nord) in de regio Hauts-de-France. De plaats maakt deel uit van het arrondissement Rijsel en als deel van de meer dan 1 miljoen inwoners tellende agglomeratie van de stad Rijsel (Lille) maakt de gemeente ook deel uit van de Europese metropool van Rijsel. De gemeente wordt bediend door de metro van Rijsel. Wasquehal telde op 1 januari 2022 20.674 inwoners.
In een ver verleden had het dorp een Vlaamsklinkende naam; in de 11e eeuw werd Waskenhal geschreven. Thans is de letter W nog on-Frans.

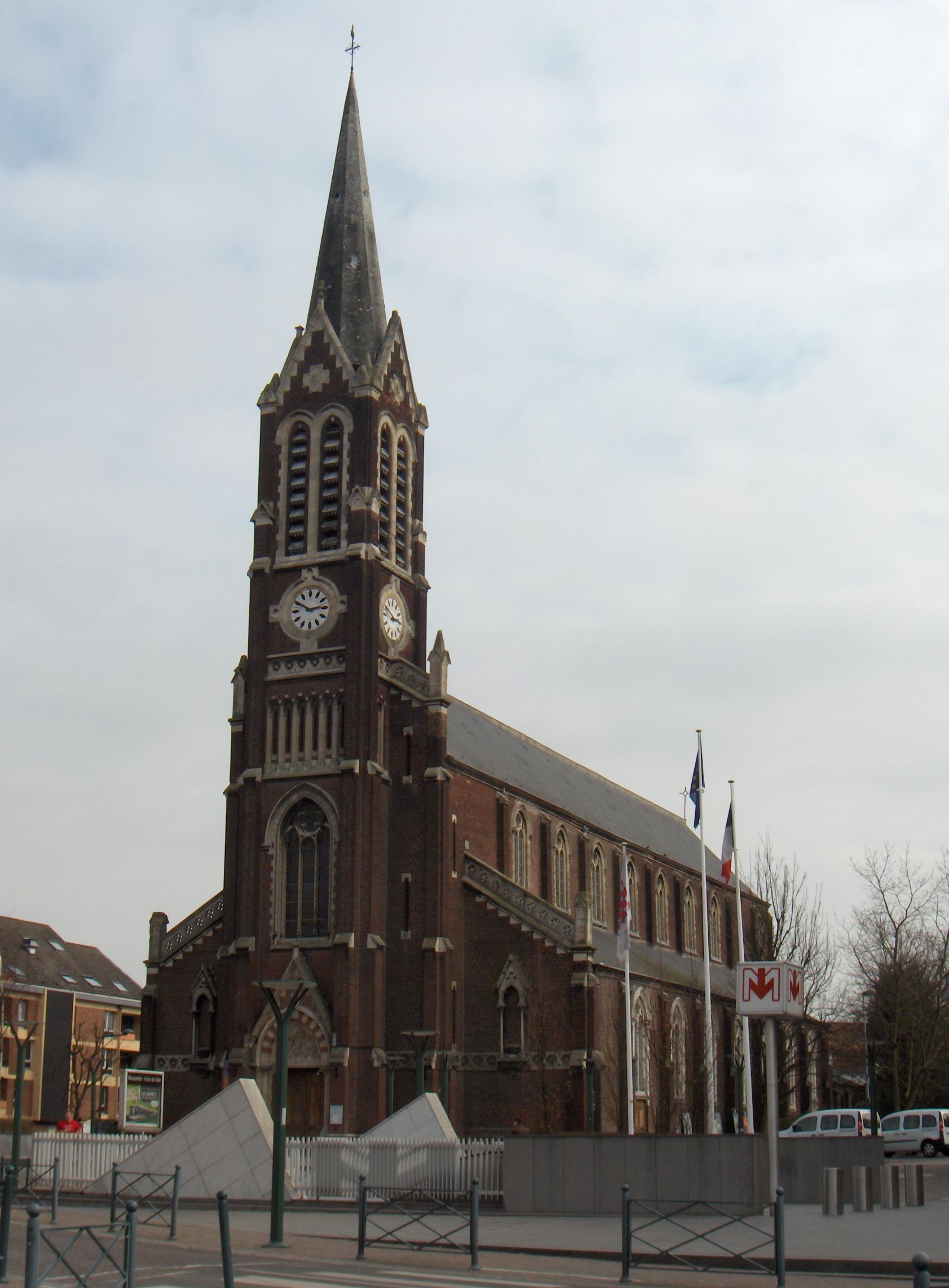
Église Saint-Nicolas

## Geografie
De oppervlakte van Wasquehal bedroeg op 1 januari 2022 6,86 vierkante kilometer; de bevolkingsdichtheid was toen 3.013,7 inwoners per km².

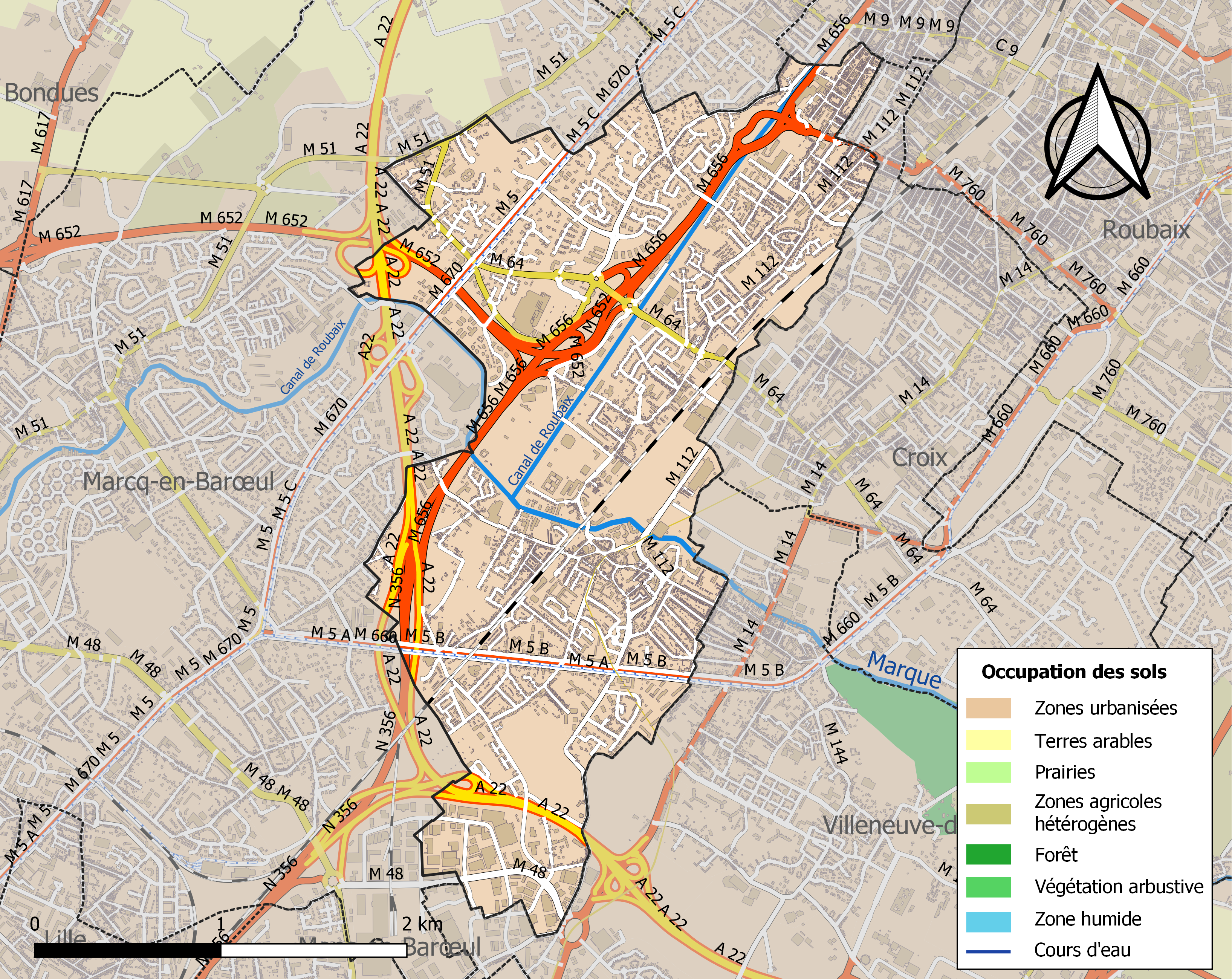
Kaart van de gemeente met belangrijkste infrastructuur, bodemgebruik en omliggende gemeenten

## Bezienswaardigheden

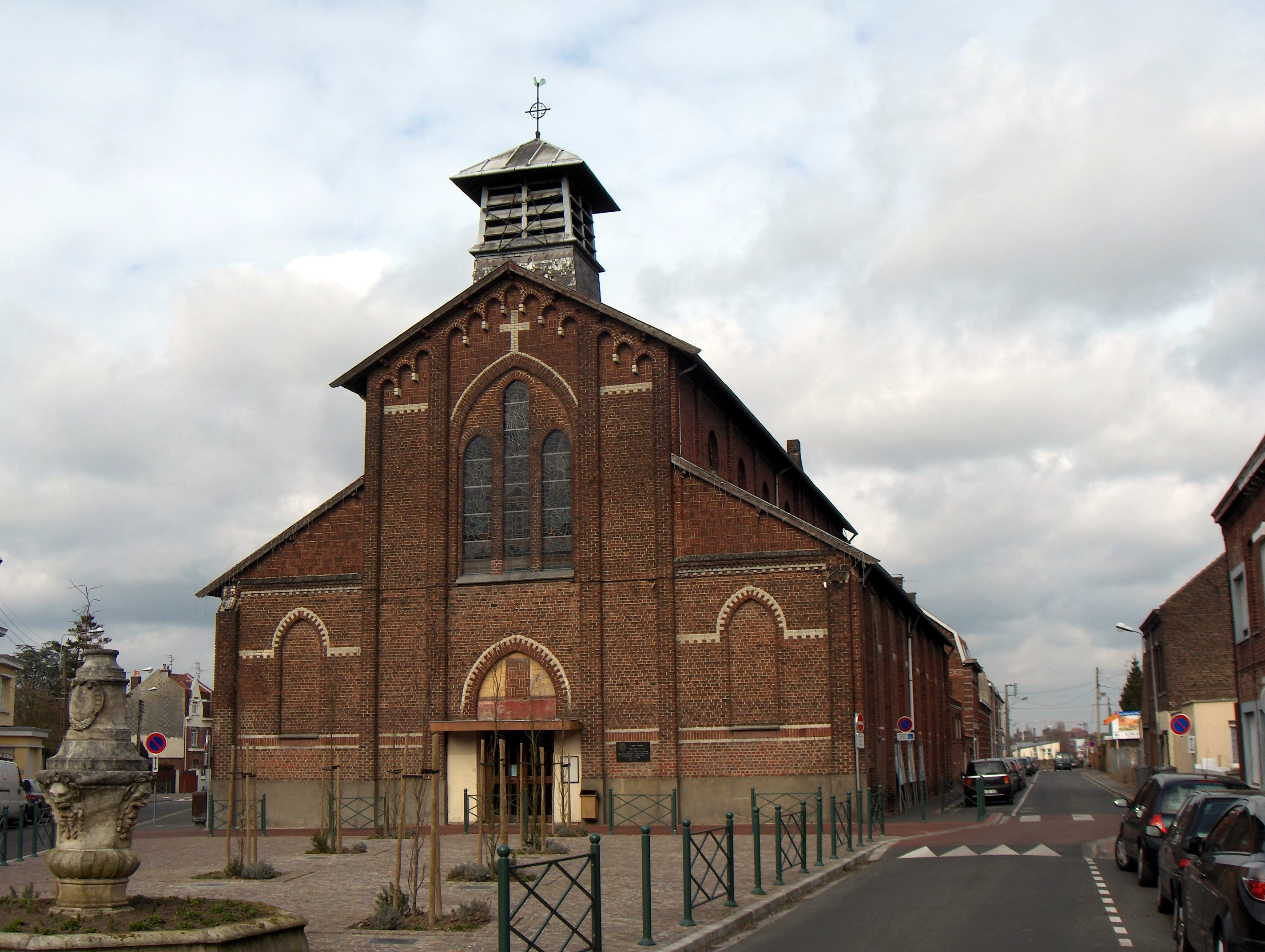
Église Saint-Clément

- De Église Saint-Nicolas in het centrum van de gemeente
- De Église Saint-Clément in de wijk Le Capreau
- Op de Cimetière du Plomeux, de gemeentelijke begraafplaats, bevindt zich een militaire perk met gesneuvelden uit verschillende oorlogen.

## Demografie
Onderstaande figuur toont het verloop van het inwonertal (bron: INSEE-tellingen).

## Sport
Wasquehal was vijf keer etappeplaats in de wielerkoers Ronde van Frankrijk. De ritwinnaar in Wasquehal zijn Sean Yates (1988), Jelle Nijdam (1989), Guido Bontempi (1992), Mario Cipollini (1996) en Jean-Patrick Nazon (2004). 